# Mongo Mongo
Mongo Mongo è un album raccolta di Mongo Santamaría, pubblicato dalla Vaya Records nel 1978.

## Tracce
Lato A
1. Mambomongo – 5:56 (William Allen) – Tratto dall'album "Afro-Indio" (1975)
2. Chambique – 6:35 (Luis Ortiz) – Tratto dall'album "Fuego" (1973)
3. Coyulde – 4:26 – Tratto dall'album "Live at Yankee Stadium" (1974)
4. Amanecer – 4:22 (Joe Gallardo) – Tratto dall'album "Dawn (Amanecer)" (1977)

Lato B
1. Cantandole al amor – 5:25 (Justo Almario) – Tratto dall'album "Ubane" (1976)
2. Leah – 5:36 – Tratto dall'album "Live at Yankee Stadium" (1974)
3. Song for You – 6:06 (Joe Gallardo) – Tratto dall'album "Afro-Indio" (1975)
4. Sofrito – 6:02 – Tratto dall'album "Sofrito" (1976)

## Musicisti
- Mongo Santamaría - congas, bongos, percussioni